# Fenicia Moncada
Fenicia Moncada (o Fenice Moncada) è stato un casale esistito in Sicilia nella seconda metà del XVII secolo. Fondato nel 1669 da Luigi Guglielmo Moncada La Cerda, principe di Paternò, dopo l'eruzione dell'Etna che aveva seppellito di lava il casale di Malpasso, fu distrutta  e rasa al suolo dal ben più violento terremoto del 1693 e abbandonata dai suoi abitanti. Era situata nel territorio dell'odierno comune di Belpasso, in provincia di Catania. 

## Storia
L'eruzione dell'Etna del 1669 generò enormi flussi di lava che coprirono numerosi casali situati alle pendici del vulcano, arrivando fino a Catania. Tra i casali seppelliti dalla lava vi fu quello di Malpasso, facente parte del territorio del Principato di Paternò. I cittadini di detto casale fuggirono, e il principe Luigi Guglielmo Moncada La Cerda fece emanare dal Viceré di Sicilia un decreto nel quale, ricordando il vincolo che legava gli abitanti alla terra e al loro signore, stabiliva:
«nessuna persona di qualsiasi stato, grado et condizione che sia delli quattro casali di Malpasso, Nicolosi, Guardia e Camporitundo presuma né tenti uscire di coteste terre con le loro robbe e famiglie per andare ad habitare in altro luogo baronale,ma dover habitare nella nuova terra che si sta per fabricare [...] sotto pena di anni tre di carcere e d'altre a nostro arbitrio riservate»
Il sito individuato per la ricostruzione del nuovo casale fu più a sud di Malpasso, nelle vicinanze del feudo di Valcorrente, su una proprietà del Monastero di San Placido di Catania, detta Carmena. Il Principe di Paternò diede all'ente proprietario l'equivalente in altri fondi rustici e nella località ricca d'acqua e più lontana dal pericolo delle eruzioni dell'Etna si iniziò la costruzione della nuova città denominata Fenicia Moncada. Il nuovo toponimo, con la sua allusione alla fenice, mitico uccello che rinasce a nuova vita dopo essere stato bruciato dal fuoco, voleva esprimere un augurio e rendere omaggio al Principe Moncada, signore di Malpasso. Il piano regolatore venne redatto da Carlo Manosanta, architetto degli Stati del Principe di Paternò, su commissione di Stefano Riggio, principe di Campofiorito, governatore generale di questi Stati. Il nuovo centro abitato prese subito forma, e nel 1670 era già attiva la chiesa madre, che venne completata nel 1682.
La popolazione di Fenicia Moncada al 1682 contava 1.500, e subì un ulteriore incremento con la nascita del quartiere Stella Aragona, passando a circa 2.900 abitanti nel 1686. L'insediamento di Stella Aragona si sviluppò sull'antico casale di Guardia, coperto dalla lava del 1669.
Il terremoto del Val di Noto del 1693 che colpì e distrusse gran parte dei centri della Sicilia orientale, e causò numerose vittime, colpì anche Fenicia Moncada e Stella Aragona, completamente distrutte dal sisma. Le vittime causate dal terremoto a Fenicia Moncada furono 14 su un totale di 1.651 abitanti, e gli abitanti superstiti, anche a causa della malaria provocata alle vicine paludi di Valcorrente, abbandonarono il sito  e in accordo con Francesco Notarbartolo, inviato del Principe di Paternò, si trasferirono in località San Nicola dove venne fondato il nuovo centro di Belpasso. Dell'antico abitato di Fenicia Moncada, ai giorni nostri non rimangono che pochissime e poco visibili tracce, malamente soverchiate e sostituite da un recente agglomerato residenziale abusivo.